# Gunnar Larsson (Skilangläufer, 1944)
Ål Lars Gunnar Larsson  (* 1. Juli 1944 in Dala-Järna) ist ein ehemaliger schwedischer Skilangläufer.

## Werdegang
Larsson, der für den Hulåns IF startete, gewann im Jahr 1967 die Nordamerika-Meisterschaften. Im folgenden Jahr holte er bei den Olympischen Winterspielen 1968 in Grenoble die Bronzemedaille über 15 km und die Silbermedaille mit der Staffel. Zudem belegte er den achten Platz über 30 km und den sechsten Rang über 50 km. Bei den nordischen Skiweltmeisterschaften 1970 in Štrbské Pleso errang er den 24. Platz über 15 km. Zwei Jahre später kam er bei den Olympischen Winterspielen 1972 in Sapporo auf den 20. Platz über 50 km, auf den achten Rang über 15 km und jeweils auf den vierten Platz über 30 km und mit der Staffel. Bei schwedischen Meisterschaften siegte er im Jahr 1969 über 30 km und im Jahr 1971 über 15 km. Sein Sohn Mats war ebenfalls Skilangläufer.